# Mostazal
Mostazal é uma comuna da província de Cachapoal, localizada na Região de O'Higgins, Chile. Possui uma área de 523,9 km² e uma população de 21.866 habitantes (2002).